# Koko Archibong
Aniekan Okon „Koko“ Archibong (* 10. Mai 1981 in New York City) ist ein ehemaliger US-amerikanisch-nigerianischer Basketballspieler.

## Werdegang
Der 2,03 m große Small Forward spielte in den USA für die Universität von Pennsylvania und spielte im Sommer 2003 bei der NBA-Mannschaft Phoenix Suns vor, den Sprung ins Aufgebot verpasste er aber.
Archibong wechselte daraufhin nach Frankreich, spielte für Pau Orthez und wurde französischer Meister. 2004 wurde er vom deutschen Bundesligisten GHP Bamberg verpflichtet. 2005 gewann er mit Bamberg unter Trainer Dirk Bauermann die deutsche Meisterschaft. Er trug zum Erfolg während der Bundesliga-Saison 2004/05 im Schnitt 7,9 Punkte und 5 Rebounds bei, Archibong wurde als bester Bundesliga-Neuling und gemeinsam mit Matej Mamić als bester Verteidiger der Saison 2004/05 ausgezeichnet. In seinem zweiten Bamberger Jahr 2005/06 wurde Archibong diesmal alleine als bester Verteidiger der Bundesliga geehrt.
Er ging zu Alba Berlin. Mit dem frühzeitigen Ausscheiden (Viertelfinale) in der Bundesliga war seine Zeit in der deutschen Hauptstadt beendet, Archibongs dritter Verein in Deutschland wurden die Skyliners Frankfurt. Dort erzielte er in der Saison 2007/08 mit 8,4 Punkten je Begegnung seine bisher beste Punktausbeute in der Bundesliga.
2008 stand er in Polen bei Prokom Trefl Sopot unter Vertrag. Dort blieb er bis zum Ende der Saison 2008/2009. Danach kehrte er nach Deutschland zurück und unterschrieb einen Vertrag beim Bundesligisten Giants Düsseldorf. Zu Beginn der Saison 2010/2011 wechselte er zum BBC Bayreuth. Zur Saison 2011/2012 erhielt er keinen neuen Vertrag in Bayreuth. Er wechselte daraufhin erneut innerhalb der Liga zu den LTi Gießen 46ers. Nach dem sportlichen Abstieg mit Gießen erhielt Archibong keinen neuen Vertrag bei den Mittelhessen.
2012 nahm er mit der Nationalmannschaft Nigerias an den Olympischen Sommerspielen teil.
Archibong war von 2013 bis 2015 stellvertretender Leiter des Schulsports an der Polytechnic School in Pasadena, die er bis 1999 selbst besucht hatte. Er gründete ein Unternehmen, mit dem er Basketballtraining anbot und wurde später beruflich im Bereich Vermögensberatung tätig.